# 笠原茂
笠原 茂（かさはら しげる、1933年（昭和8年）6月11日 - 1990年（平成2年）11月13日 ）は、新潟県新潟市出身のアマチュアレスリング選手でのちに明治大学農学部教授。1956年メルボルンオリンピックレスリング男子フリースタイルライト級銀メダリスト。

## 略歴
- 新潟明訓高校を経て1956年明治大学文学部を卒業。
- 1856年のメルボルン・オリンピックに出場、フリースタイルライト級で銀メダルを獲得。
- 1954－56年全日本選手権ライト級に3連覇。
- 1954－50年全日本学生選手権ライト級に2連覇。
- 1954年のアジア大会フェザー級に優勝。
- 1960年ローマ・オリンピックグレコローマン、1963年グレコローマン世界選手権、1964年ソ連・バルカン諸国遠征、東京オリンピック各コーチを務める。
- 全日本学生レスリング連盟会長、日本アマチュアレスリング協会副会長などを歴任。
- 1957年度新潟日報文化賞、1990年正六位・勲四等瑞宝章を受章。

## 著書
- レスリング―フリー・スタイル（不昧堂書店、1967年）
- レスリング―グレコ・ローマン・スタイル（不昧堂書店、1969年）
- レスリング―図解コーチ（成美堂出版、1979年）